# Horea (Alba)
Horea (veraltet Arada auch Gura-Aradi; ungarisch Arada) ist eine rumänische Gemeinde im Kreis Alba in der Region Siebenbürgen.

## Geographische Lage

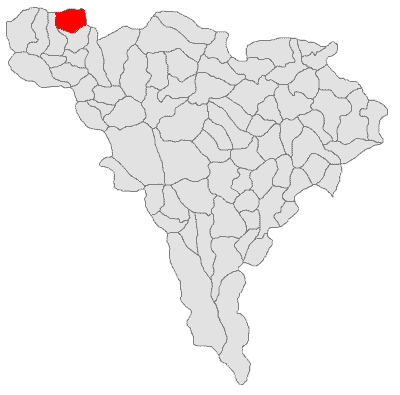
Lage der Gemeinde Horea im Kreis Alba

Der Ort Horea liegt am Oberlauf des Flusses Arada und der Kreisstraße (Drum județean) DJ 108, im Norden des Kreises Alba. Im Motzenland zwischen den Ausläufern der Gebirge, Bihor im Westen und des Muntele Mare im Osten, dehnt sich die Gemeinde mit seinen 14 kleineren Dörfern und Weilern auf einer Fläche von 6.041 Hektar in einer bergigen Landschaft aus. Bis zur nächsten größeren Stadt Câmpeni sind es 25 Kilometer; die Kreishauptstadt Alba Iulia liegt ca. 100 Kilometer südöstlich entfernt.

## Geschichte
Der Ort wurde zum ersten Mal 1733 oder 1839 unter der Bezeichnung Arada als Dorf der Großgemeinde Râul Mare erwähnt. Nach unterschiedlichen Angaben gehörte das Dorf bis 1924 oder 1932 zu Râul Mare, welches die heutige Gemeinde Albac ist. Zu Ehren von Vasile Ursu Nicola genannt Horea – der Anführer des Bauernaufstandes von 1784 – wurde der Ort 1968 in Horea umbenannt.
Horea – ein geschickter Baumeister für Holzbauten – baute sein Haus auf dem Berg Dealu Feticetului, wo es bis zum Ersten Weltkrieg stand. Die massive Eingangstür aus Eichenbalken wird im Brukenthal-Museum von Hermannstadt aufbewahrt. An Stelle seines Hauses wurde ein Denkmal aufgestellt, unweit davon steht eine Esche die zum Naturdenkmal erklärt wurde.
Die Bewohner leben vorwiegend von der Holzverarbeitung und der Viehzucht.

## Bevölkerung
Bei der ersten Volkszählung des Ortes (1930), wurden 3460 Einwohner gezählt; 3446 Rumänen und 14 Roma. Auf dem Gebiet der Gemeinde wurden die Volkszählungen erst ab 1956 regelmäßig durchgeführt. Im Jahr 1956, von den 3799 registrierten Menschen der Gemeinde, waren 3775 Rumänen, 24 Roma. 2002 wurden von den 2371 Einwohnern – durchweg in allen Dörfern Rumänen (insgesamt 2352) mit Ausnahme des Ortes Horea –, 19 Roma gezählt.

## Sehenswürdigkeiten
- Die Rumänisch-Orthodoxe Kirche Sf. Arhangheli, 1842 errichtet.[4]
- Büste von Vasile Ursu Nicola genannt Horea (1731–1785), – ein rumänisch-siebenbürgischer Aufständischer, geboren in Horea – wurde zu dessen 223. Todestag am 27. Februar 2008, enthüllt.[6]
- Alte Bauernhöfe mit deren Häuser und Stallungen, im Stil des Motzenlandes.[4]